# Põllumeeste Kogud

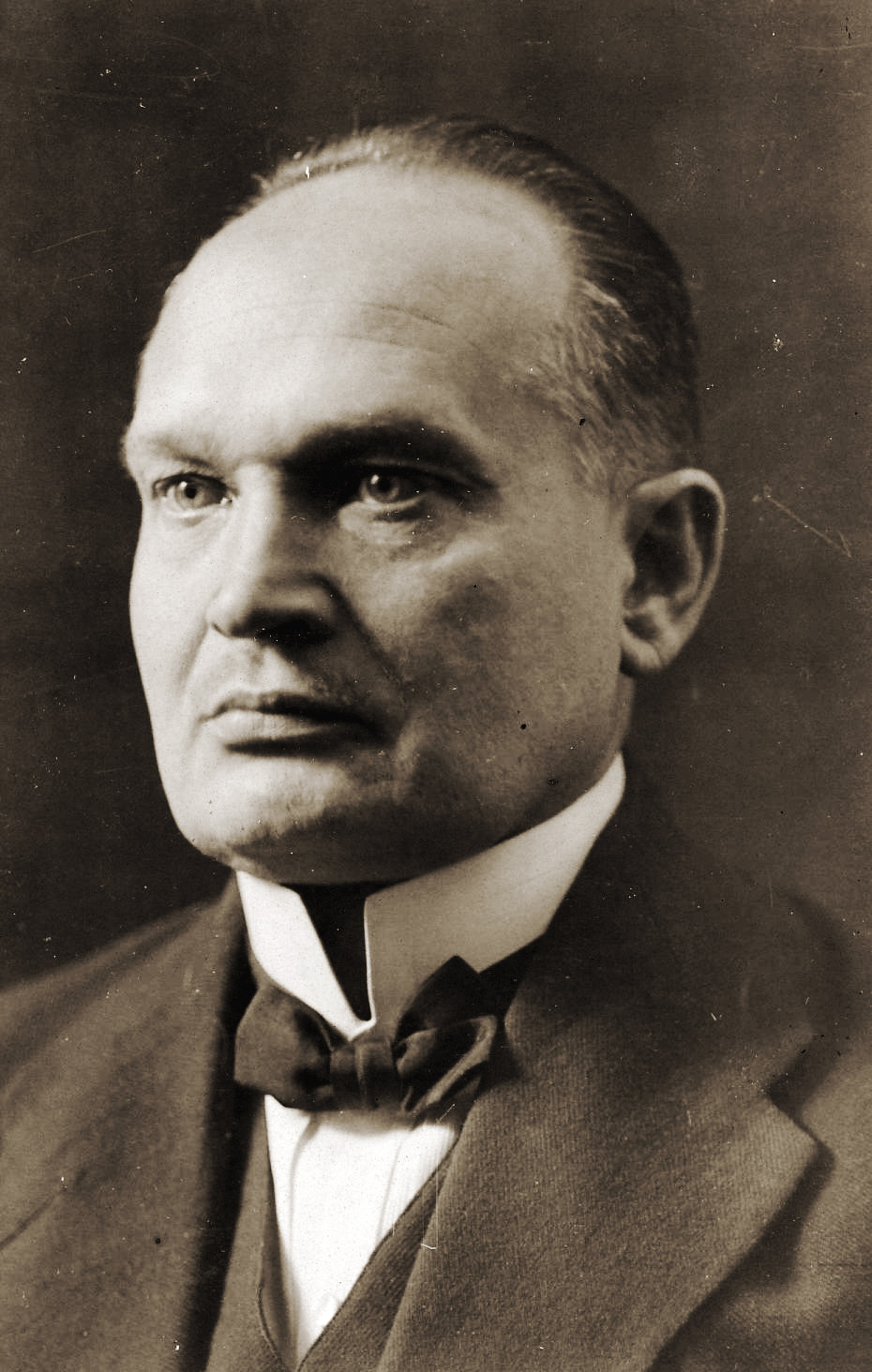
Konstantin Päts, der unumstrittene Führer der Partei. Er war von 1918 bis 1938 insgesamt acht Mal estnischer Regierungschef

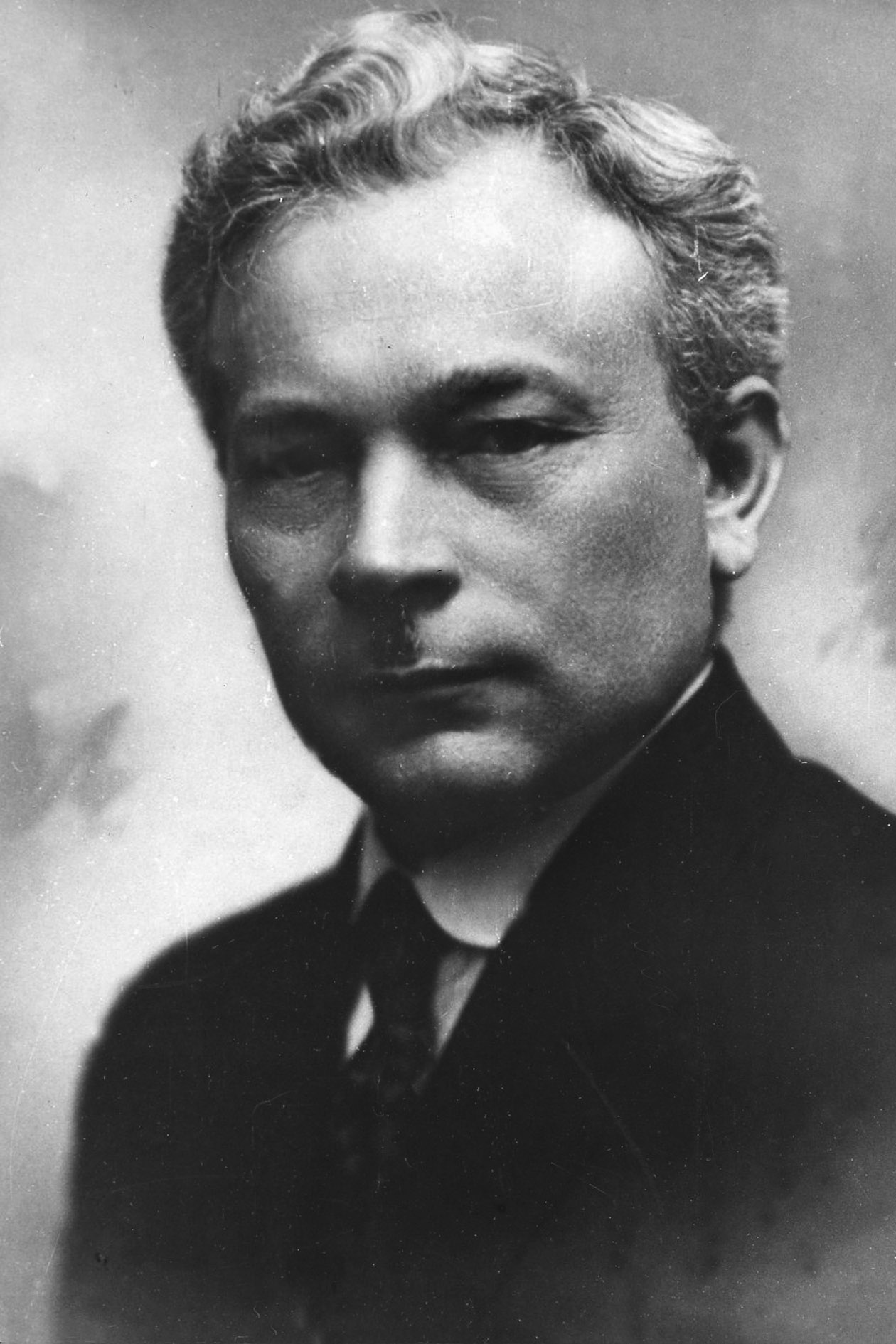
Der mehrfache Minister Jaan Hünerson

Der Bund der Landwirte (estnisch Põllumeeste Kogud - PK) war eine konservativ-agrarische Partei im Estland der Zwischenkriegszeit.

## Geschichte und Programm
Der „Bund der Landwirte“ entstand aus der „Estnischen Landvolkunion“ (Eesti Maarahva Liit), die sich im russischen Revolutionsjahr 1917 gebildet hatte.
Während sich der „Bund der Landwirte“ anfangs als eine Partei für die gesamte ländliche Bevölkerung verstand, entwickelte er sich in der ersten Hälfte der 1920er Jahre immer mehr zu einem starken Interessenverband der Großbauern. Zu seiner Stammwählerschaft gehörten auch diejenigen Teile des städtischen Bürgertum, die mit dem Agrarhandel und der landwirtschaftlichen Industrie wirtschaftlich verbunden waren. Den Mitgliedern gemeinsam war das Interesse an der Entwicklung der Landwirtschaft durch Großbetriebe und -flächen. Zahlreiche Parteianhänger kamen aus dem Bankenwesen oder der Großindustrie.
Da Estland in der Zwischenkriegszeit noch weitgehend ein Agrarstaat war, konnte die Partei zu den Wahlen ein großes Wählerpotenzial mobilisieren. Sie war kulturell konservativen Werten verbunden. Reformen stand sie skeptisch gegenüber.
Nach einem enttäuschenden Abschneiden bei der Wahl zur Verfassungsgebenden Versammlung der Republik Estland 1919, das vor allem unpopulären Requisitionsmaßnahmen des provisorischen Ministerpräsidenten Konstantin Päts während der deutschen Besetzung Estlands (1918) und des Estnischen Freiheitskrieges gegen Sowjetrussland (1918 bis 1920) geschuldet war, konnte die Partei ab Mitte 1919 große Kreise der estnischen Bevölkerung für sich gewinnen. Bei allen Parlamentswahlen zwischen 1920 und 1932 blieb sie stärkste oder zweitstärkste Partei.
Prominente Vertreter des „Bunds der Landwirte“ waren der mehrmalige estnische Regierungschef Konstantin Päts, Jaan Teemant (Regierungschef 1925–1927 und 1932), der mehrfache Minister Jaan Hünerson sowie der Militär Johan Laidoner. Daneben prägten Politiker wie Karl Einbund (Regierungschef 1932 und 1938/39), der Militär Jaan Soots und die Minister Georg Vestel, August Jürman und Jüri Uluots (Regierungschef 1939/40) das Erscheinungsbild der Partei.
Sprachrohr der Partei war von 1919 bis 1935 die Tageszeitung Kaja („Echo“). Ihr Nachfolger war ab 1935 die Zeitung Uus Eesti („Neues Estland“).

## Vereinigung 1932
Am 26. Januar 1932 kam es zur Vereinigung der beiden Fraktionen des „Bunds der Landwirte“ (Põllumeeste Kogud) und des Siedlerverbands (Asunikkude, Väikepõllupidajate ja Riigirentnikkude Koondis). Die Vereinigung repräsentierte die Kleinbauern in Estland, die meist erst mit der estnischen Landreform von 1919 eigenen Grund und Boden erhalten hatten. Im „Bund der Landwirte“ waren hingegen die „alten“, traditionellen Großbauern vertreten.
Der offizielle Parteizusammenschluss unter dem Namen Ühinenud Põllumeeste Erakond („Partei der vereinigten Landwirte“) wurde auf einem Vereinigungskongress am 29. Februar 1932 beschlossen. Bei der Parlamentswahl 1932 errang die Partei mit 39,8 % der Stimmen einen überwältigenden Wahlerfolg und stellte fortan mit 42 von 100 Abgeordneten die mit Abstand größte Fraktion im Parlament.
Im folgenden Jahr brach der Zusammenschluss allerdings wieder auseinander. Am 18. Mai 1933 verließen 16 Abgeordnete die Fraktion und stellten den „Bund der Landwirte“ wieder her. Der „Bund der Landwirte“ behielt 21 Mandate im Parlament, die Asunike Koondus 20.

## Staatsstreich 1934
Am 12. März 1934 riss Staats- und Regierungschef Konstantin Päts vom „Bund der Landwirte“ mit Hilfe von Johan Laidoner in einem unblutigen Putsch die Macht an sich und errichtete eine Diktatur. Die Parteien wurden mit einem Betätigungsverbot belegt und das Parlament nicht mehr zusammengerufen. Päts leitete damit das Ende der estnischen Demokratie ein. Seine autoritäre Herrschaft wurde 1940 von der stalinistischen Besetzung Estlands und der Einverleibung des Landes in die Sowjetunion abgelöst.

## Wahlergebnisse
| Wahl | Legislaturperiode | Stimmen | Abgeordnete (Asutav Kogu=120 Mandate) (Riigikogu=100 Mandate) |
| ---- | ----------------- | ------- | ------------------------------------------------------------- |
| 1919 | Asutav Kogu       | 6,5 %   | 8                                                             |
| 1920 | 1. Riigikogu      | 20,8 %  | 21                                                            |
| 1923 | 2. Riigikogu      | 21,6 %  | 23                                                            |
| 1926 | 3. Riigikogu      | 21,4 %  | 23                                                            |
| 1929 | 4. Riigikogu      | 23,1 %  | 24                                                            |
| 1932 | 5. Riigikogu      | 39,8 %  | 42                                                            |